# Biziura delautouri
Biziura delautouri je vyhynulý druh kachny z rodu kachnic (Biziura), který se endemicky vyskytoval na Novém Zélandu. Tato kachnice vyhynula v prehistorickém období Nového Zélandu následkem lovu Maorů. 

## Systematika
K prvnímu nálezu fosilních pozůstatků kachnice Biziura delautouri došlo v lokalitě Enfield nedaleko Oamaru na novozélandském Jižním ostrově. Jednalo se o kosterní nález běháku, který skotský badatel a tehdejší ředitel Muzea Canterbury Henry Ogg Forbes v roce 1892 přiřadil k novému druhu Biziura delautouri. Druhové jméno bylo zvoleno k uctění Dr H. de Lautoura z Oamaru, který pomohl se získáním první fosilie. Forbes později druhové jméno zjednodušil na latouri, nicméně podle pravidel zoologického názvosloví má první jméno přednost a dodnes se tak používá delatouri.
Další kosterní nálezy pochází z pláže Marfells u jezera Grassmere v severovýchodní části Jižního ostrova, které popsal v roce 1969 Ron Scarlett, který měl nicméně za to, že nalezené pozůstatky patří australské kachnici laločnaté (Biziura lobata; dnes se považuje za nejbližší příbuznou Biziura delatouri). Pozdější nálezy pochází i z pláže Waikuku a jezera Poukawa, ve kterém bylo nalezeno velké množství kostí i jiných vrubozobých.

## Popis a ekologie
Nejbližším příbuzným kachnice Biziura delautouri byla kachnice laločnatá (Biziura lobata) z Austrálie, avšak novozélandská kachnice byla asi o desetinu větší a měla relativně delší nohy a kratší křídla. Tyto proporce naznačují, že kachnice Biziura delautouri byla na evoluční cestě k nelétavosti což se přihodilo řadě jiných ptáků z Nového Zélandu. Na novozélandském souostroví totiž historicky nebyli přítomní pozemní savčí predátoři, což spolu s hojností potravy a příhodným podnebím vytvářelo ptákům ideální prostředí pro bezstarostný život, takže jejich potřeba a schopnost létat se nezřídka vytratila. Kachnice Biziura delautouri nicméně stále patrně byla dobrým letcem, a to přinejmenším v případě samic. U příbuzné kachnice laločnaté totiž dobře létají hlavně samice, zatímco mnohem těžší samci jsou následkem vysoké hmotnosti jen slabí letci a občas jsou dokonce až nelétaví. Je tak možné, že novozélandská kachnice na tom byla podobně.
Co se týče biologie a ekologie, předpokládá se, že Biziura delatouri byla v mnohém podobná kachnici laločnaté. Vzhledem k malému množství nalezených fosilií se patrně nejednalo o nijak početný druh. Fosilní nálezy kostí kachnice Biziura delatouri z oblastí jezer a močálů napovídají, že stejně jako v případě kachnice laločnaté se jednalo o plně vodní kachnu.

## Vyhynutí
Kosterní pozůstatky kachnice Biziura delatouri z lidských sídlišť ukazují, že tato kachna byla lovena polynéskými osadníky (později známými jako Maorové). O kachnici se nicméně nedochovaly žádné zprávy od evropských kolonizátorů, takže se dá předpokládat, že kachnice vyhynula následkem lovu Maorů někdy mezi jejich příchodem na Nový Zéland (13. století) a evropskou kolonizací (18. století).